# Spongipellis unicolor
Spongipellis unicolor är en svampart som först beskrevs av Ludwig David von Schweinitz, och fick sitt nu gällande namn av William Alphonso Murrill 1907. Spongipellis unicolor ingår i släktet Spongipellis och familjen Polyporaceae.   Inga underarter finns listade i Catalogue of Life.